# Schwyberg
Schwyberg är en bergstopp i Schweiz.   Den ligger i distriktet Sense och kantonen Fribourg, i den centrala delen av landet, 30 km söder om huvudstaden Bern. Toppen på Schwyberg är 1 606 meter över havet.
Terrängen runt Schwyberg är huvudsakligen kuperad, men åt sydost är den bergig. Runt Schwyberg är det ganska glesbefolkat, med 22 invånare per kvadratkilometer.. Närmaste större samhälle är Fribourg, 14,5 km nordväst om Schwyberg. 
I omgivningarna runt Schwyberg växer i huvudsak blandskog.